# Portman Road

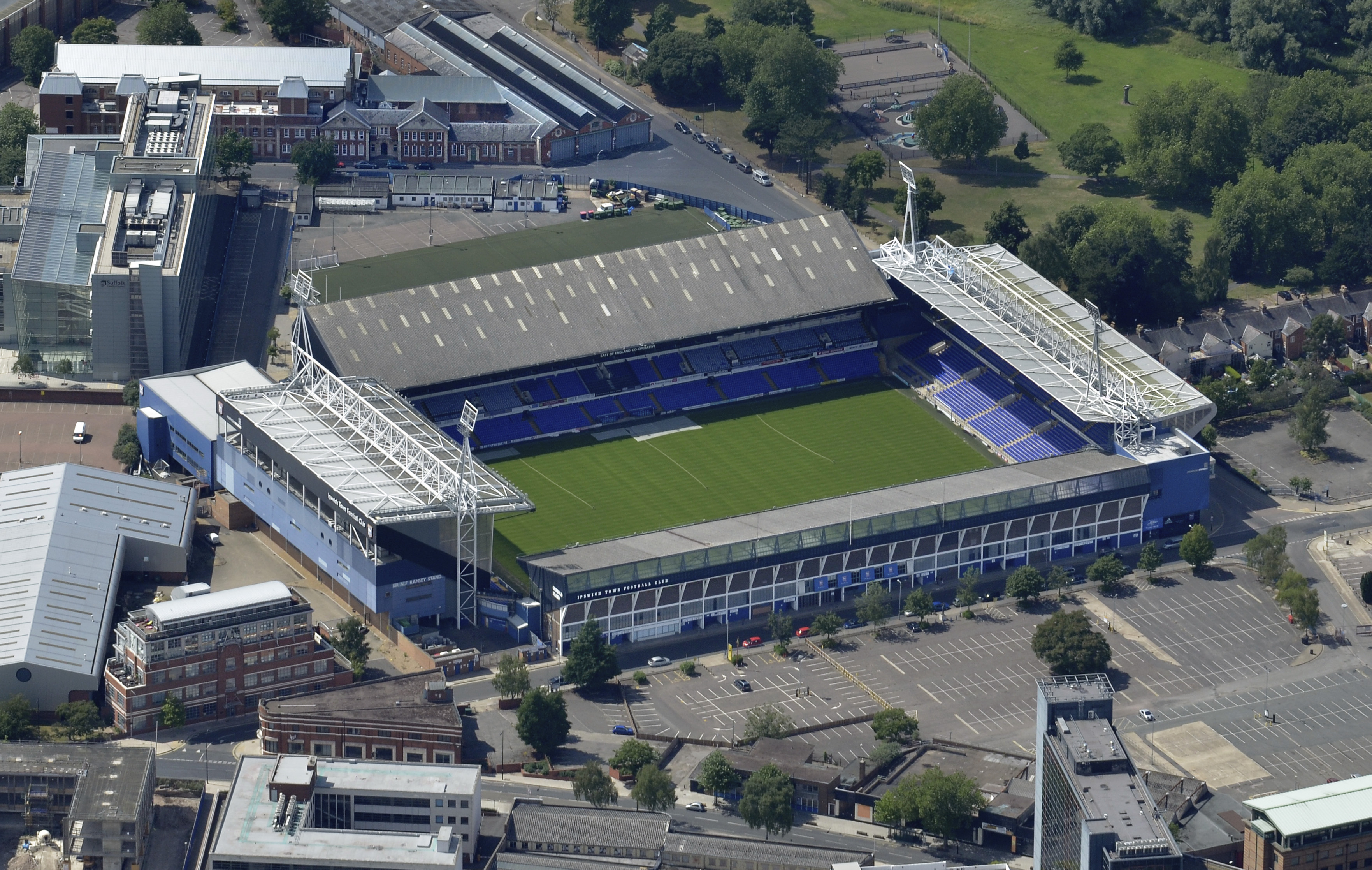
Portman Road 2015.

Portman Road är en fotbollsarena i Ipswich i Suffolk i England. Arenan har varit Ipswich Towns hemmaarena sedan 1884.
Nuvarande kapacitet är 29 673 åskådare.